# Твалчрелидзе, Александр Антонович
Александр Антонович Твалчрелидзе (груз. ალექსანდრე ანტონის ძე თვალჭრელიძე, 18 (30).11.1881, станица Баталпашинская Кубанской обл. Ставропольской губ., ныне г. Черкесск Карачаево-Черкесской Республики — 29.7.1957, Тбилиси) — советский учёный-геолог. Действительный член АН Грузинской ССР (1941).

## Биография
Сын инспектора народных училищ Ставропольской губернии Антона Ивановича Твалчрелидзе. Мама — дочь войскового старшины Прасковья Тимофеевна Астахова, имел брата Евгения и сестру Нину.
После окончания Ставропольской классической гимназии (1900) уехал в Москву. Окончил Московский университет (1912), ученик В. И. Вернадского. По окончании работал в Донском политехническом институте в Новочеркасске.
С 1919 года преподавал в Тбилисском университете, возглавил кафедру минералогии, профессор.
С 1929 года руководил грузинским отделением Всесоюзного института минерального сырья.
В 1941 году при организации АН Грузинской ССР был избран действительным членом, возглавил академический Совет по изучению производительных сил.
Похоронен в Пантеоне Дидубе.

## Научные интересы
Вёл исследования в области петрографии и минералогии магматических и осадочных пород Грузии. Первым изучил Гумбрийское (в 7-8 км на северо-запад от Кутаиси, открытое им же в 1916 году), Асканское и другие месторождения отбеливающих глин (гумбрина).
В честь А. А. Твалчрелидзе назван минерал твалчрелидзеит.

## Семья
Сын — Георгий (1915—1991) — геолог.